# Parafia św. Kwiryna w Łapszach Niżnych
Parafia Świętego Kwiryna w Łapszach Niżnych – parafia rzymskokatolicka należąca do dekanatu Niedzica archidiecezji krakowskiej. Parafia jest prowadzona przez pijarów.

## Historia
Miejscowość i parafia leżą na obszarze Zamagurza Spiskiego, który był przedmiotem sporu pomiędzy biskupstwem krakowskim i ostrzyhomskim (węgierskim) w XIII i XIV wieku. Ostatecznie sporny obszar podporządkowany został archidiecezji ostrzyhomskiej, a od 1776 wydzielonej z niej diecezji spiskiej. W 1920 do Polski przyłączono część Spisza (tworząc Polski Spisz) z 9 parafiami, które na mocy bulli papieża Piusa XI Vixdum Poloniae unitas podporządkowano archidiecezji krakowskiej.